# Mercury Tracer
Mercury Tracer – samochód osobowy klasy kompaktowej produkowany pod amerykańską marką Mercury w latach 1987–1999.

## Pierwsza generacja

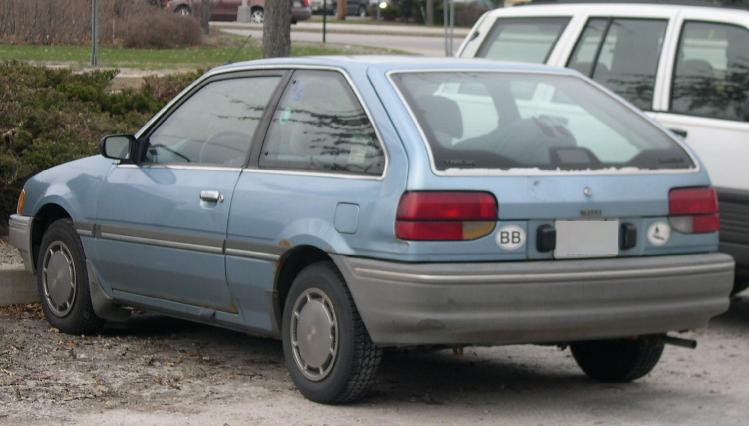
Mercury Tracer I – tył

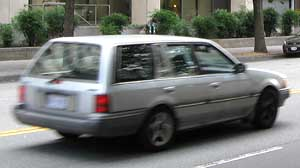
Mercury Tracer I Kombi

Mercury Tracer I został zaprezentowany po raz pierwszy w 1987 roku.
Pierwsza generacja Tracera trafiła na rynek w 1987 roku następca modelu Lynx, pełniąc jednocześnie funkcję północnoamerykańskiej odmiany drugiej generacji Forda Lasera znanego z rynków Azji, RPA i  Australii.
Charakterystycznymi cechami wyglądu pierwszej generacji Mercury Tracera była zaokrąglona klapa bagażnika z dużą szybą, a także nisko osadzony pas przedni z prostokątnymi reflektorami składającymi się z podwójnych kloszy. Gama jednostek napędowych składała się tylko z jednego wariantu konstrukcji Mazdy.

### Silnik
- L4 1.6l Mazda B6

## Druga generacja

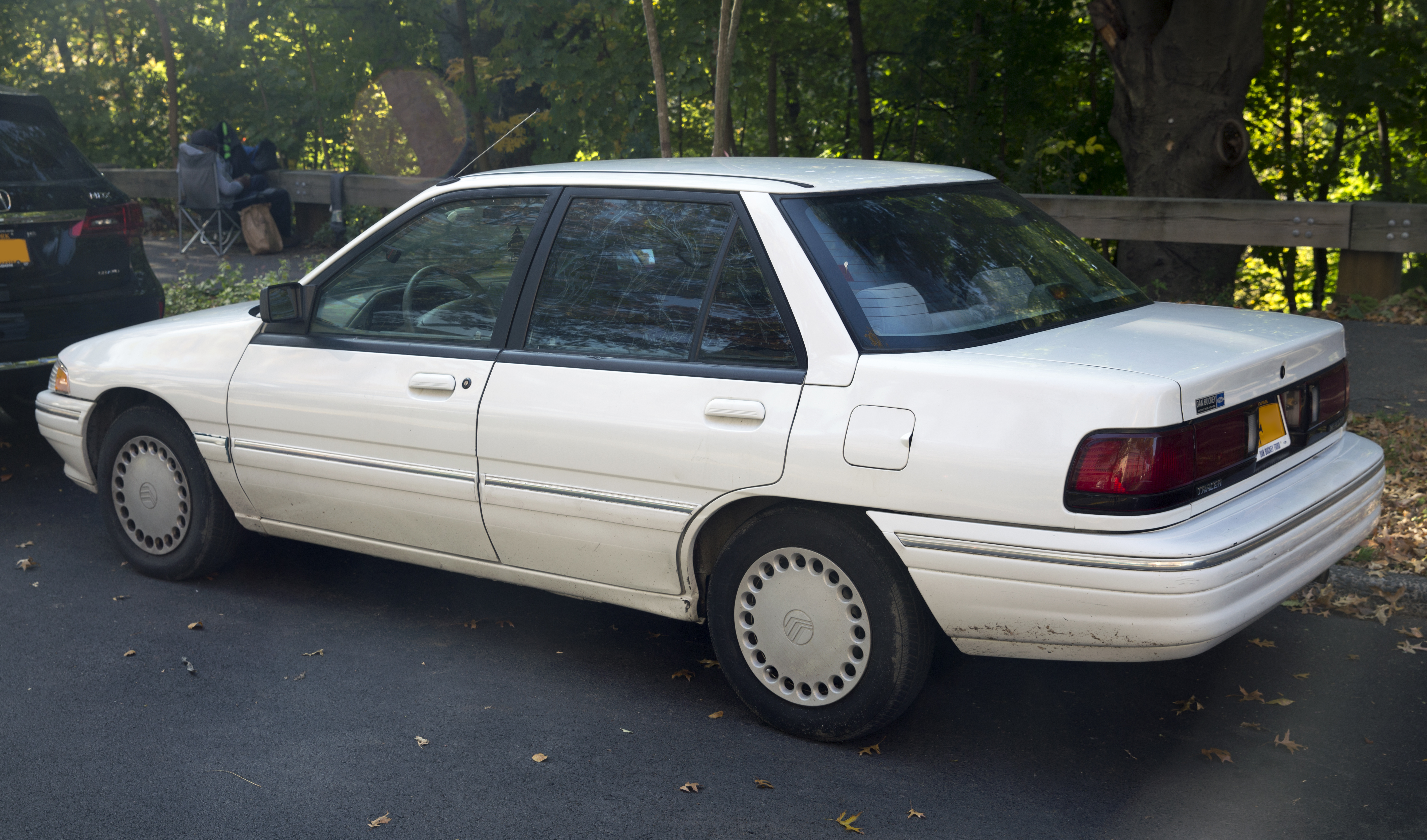
Mercury Tracer II – tył

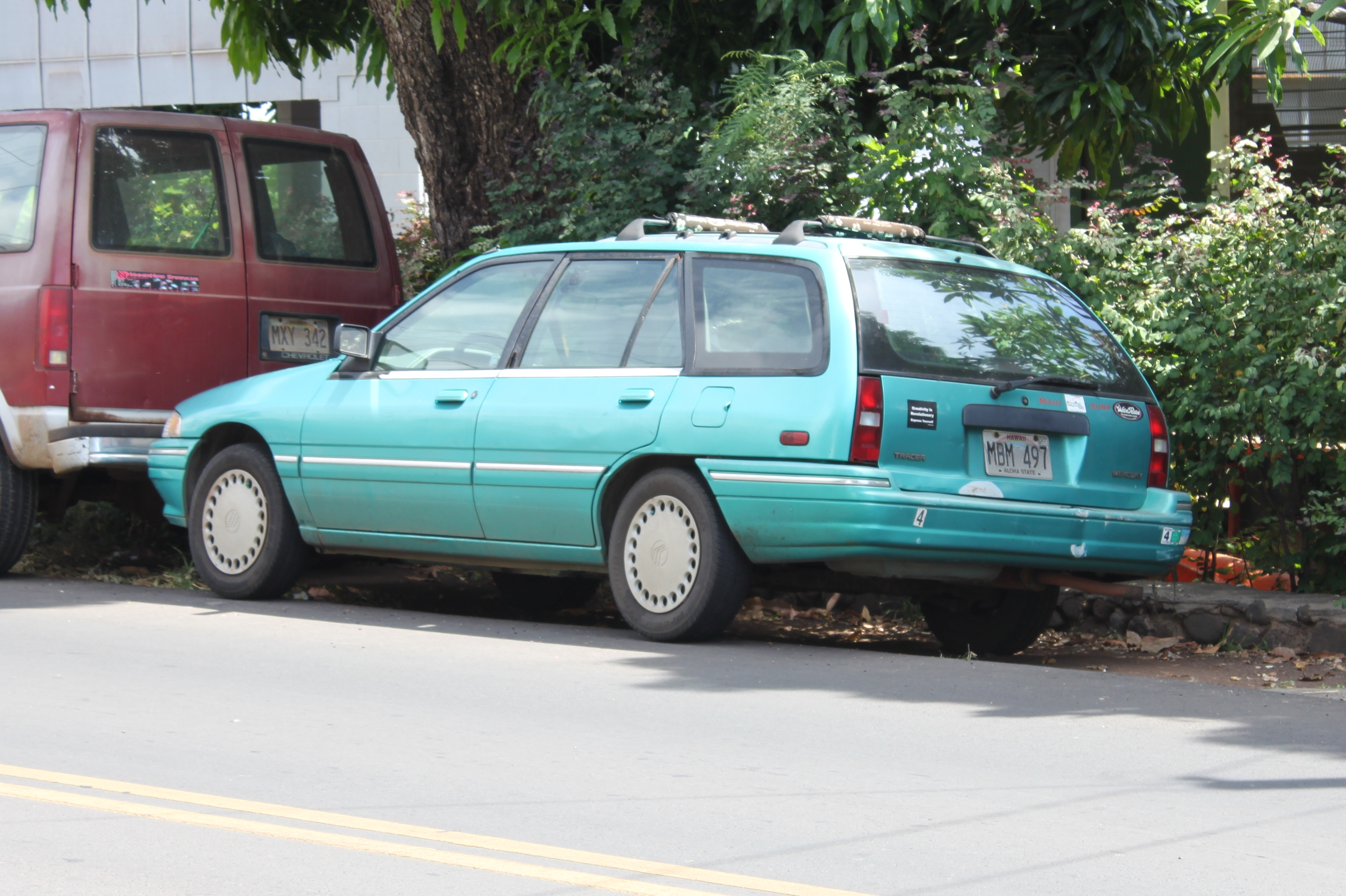
Mercury Tracer II Kombi

Mercury Tracer II został zaprezentowany po raz pierwszy w 1990 roku.
W 1990 roku zadebiutowała zupełnie nowa, druga generacja Tracera. Tym razem była ona przede wszystkim bliźniaczą odmianą oferowanego w USA Forda Escorta, pełniąc funkcję jego lepiej wyposażonej, wyżej pozycjonowanej odmiany.
Po raz pierwszy ofertę nadwoziową składała się z trójbryłowego wariantu sedan, a także ponownie odmiany kombi. Charakterystycznymi elementami były wąskie, podłużne reflektory, a także szeroki, jednoczęściowy pas tylnych lamp w odmianie trójbryłowej. Tył wersji kombi zdobyły z kolei wąskie, pionowo umieszczone lampy i duża szyba.

### Silniki
- L4 1.8l BP
- L4 1.9l CVH

## Trzecia generacja

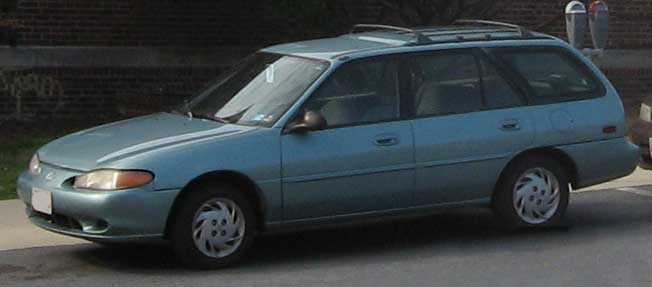
Mercury Tracer III Kombi

Mercury Tracer III został zaprezentowany po raz pierwszy w 1996 roku.
Trzecia generacja Tracera ponownie zadebiutowała równolegle z amerykańskim Fordem Escortem jako jej bliźniacza, ale lepiej wyposażona i wyżej pozycjonowana odmiana. Różnice okazały się symboliczne – Tracer III otrzymał jedynie inny wzór zderzaków, inne emblematy producenta oraz nieznacznie modyfikowany wystrój wnętrza.
Podobnie jak w przypadku Escorta, wersja kombi była jedynie zmodernizowanym modelem drugiej generacji w czasie, gdy sedan był konstrukcją całkowicie nową. Produkcja zakończyła się już w 1999 roku bez przewidzianego następcy.

### Silniki
- L4 2.0l SPI